# Gemona del Friuli
Gemona del Friuli (Glemone en friulano) es un municipio italiano de 11.040 habitantes de la provincia de Údine. El 6 de mayo y el 15 de septiembre de 1976, fue devastado por un terremoto (causando más de 400 muertos). Más tarde siendo reedificado completamente tomando criterios antisísmicos.

## Geografía
Gemona se encuentra a los pies del monte Chiampón (1.709 m), tras la pianura friulana y los prealpes.
Es el municipio más importante del territorio "Gemonese" que reúne los pueblos de Artegna, Buja, Bordano, Forgaria nel Friuli, Magnano in Riviera, Moggio Udinese, Montenars, Osoppo, Resiutta, Tarcento, Trasaghis y Venzone.

## Historia
Gemona se encuentra ya en la obra Historia Langobardorum de Pablo el Diácono en la que se recuerda como en el 611 su castillo era inexpugnable. 
En la segunda mitad del siglo XX fue declarado ayuntamiento libre (comune), con su estatuto. Entre el; siglo XIII y siglo XIV fue un importante centro de comercio bajo el patriarcado de Aquilea: gracias al Niederlich ("descarga") todos los mercaderos que deseaban transitar por el pueblo (trayecto obligado para viajar hacia Austria) tenían que descargar la mercancía, pagar los impuestos y permanecer una noche en la ciudad. Esta prosperdidad hizo que Gemona se convertiera en un centro de primaria importancia. En este periodo se construyeron la catedral, la muralla y el castillo. 
Después de que el patriarcado cayó bajo la República de Venecia en el 1420 la ciudad empezó su decadencia.

## Evolución demográfica
| Gráfica de evolución demográfica de Gemona del Friuli entre 1861 y 2001     |
|                                                                             |
| fuente Istituto Nazionale di Statistica - elaboración gráfica por Wikipedia |

## Imágenes

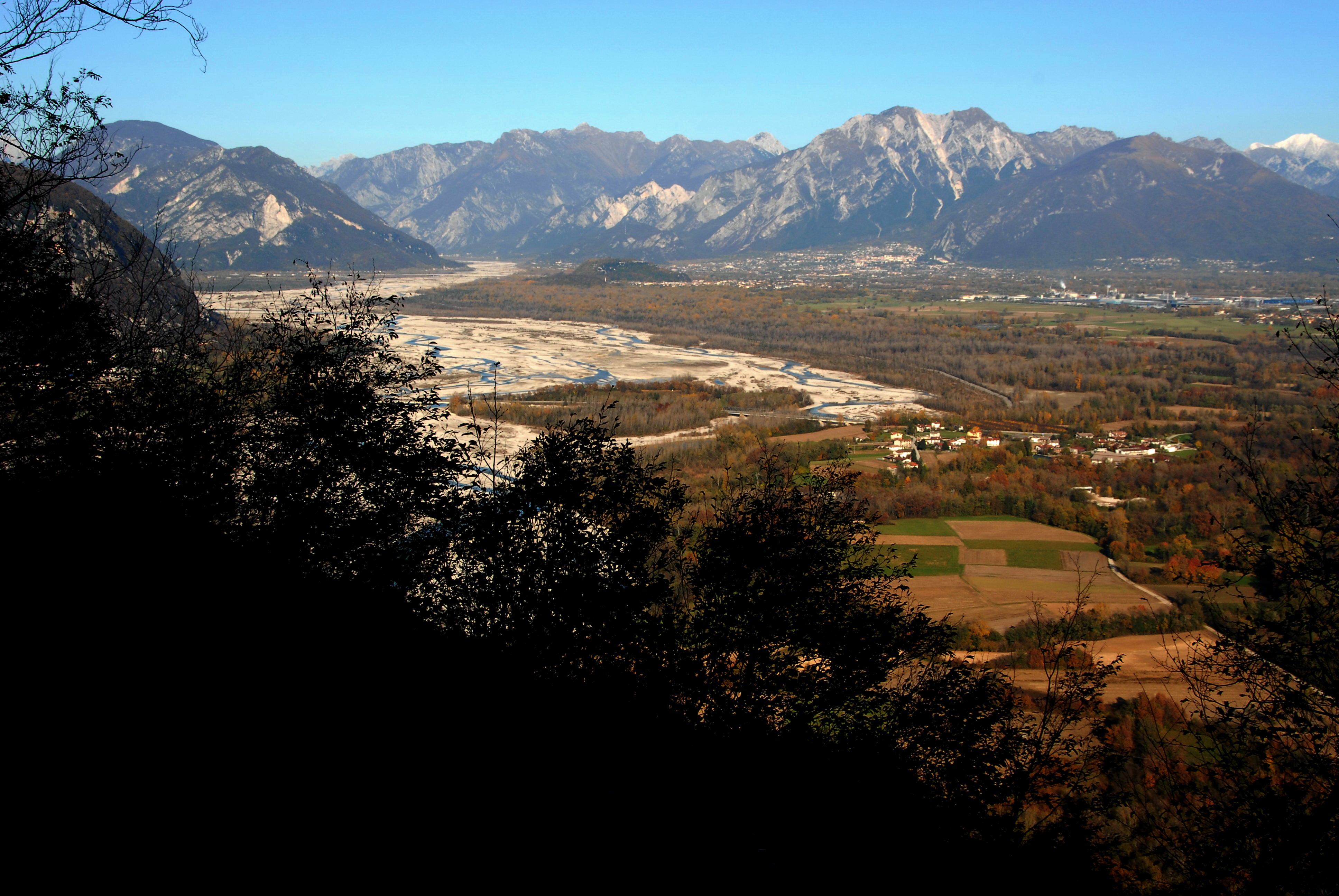
Panorama de Gemona con el río Tagliamento
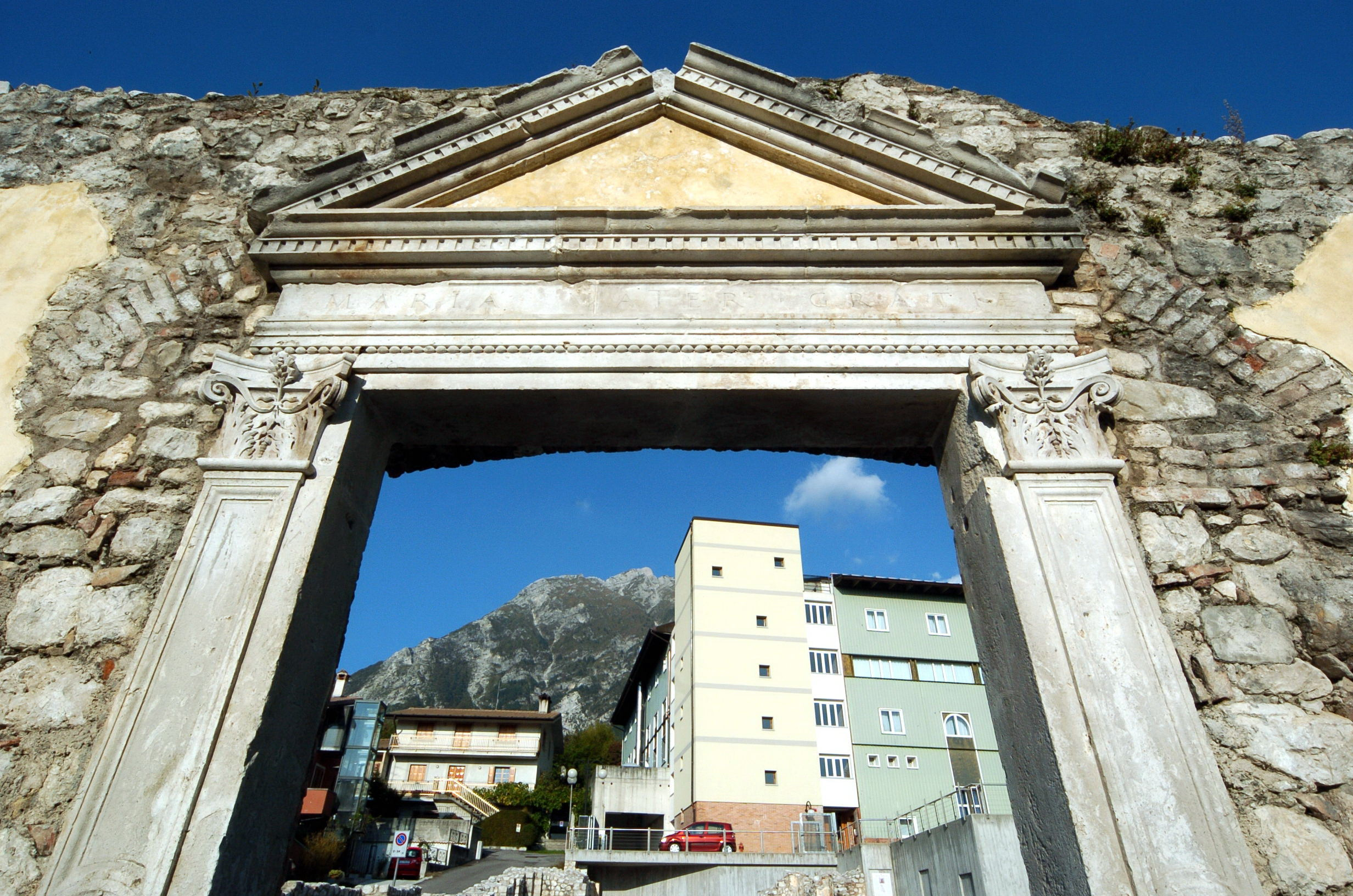
Iglesia Beata Vergine delle Grazie
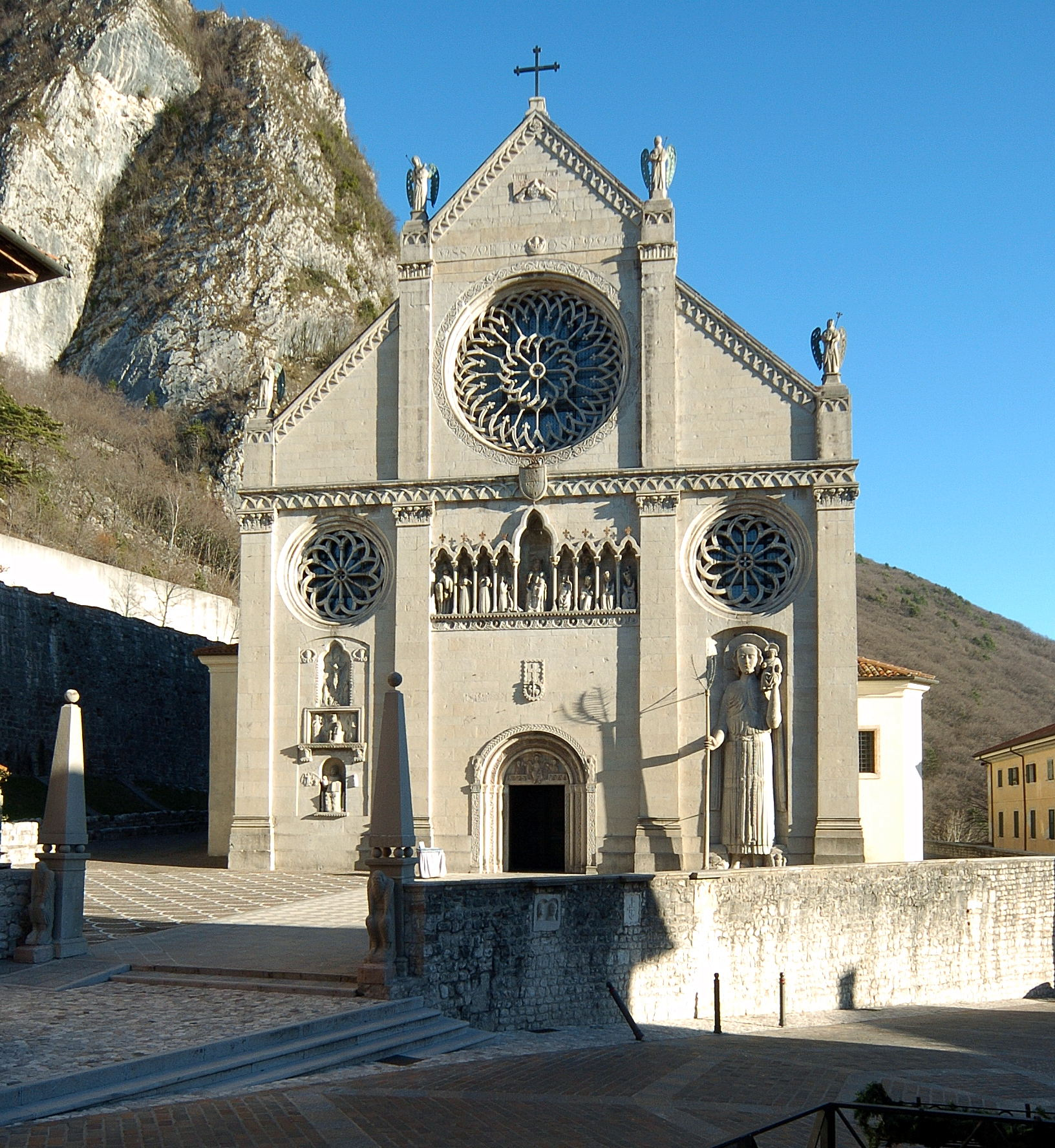
La catedral de Gemona
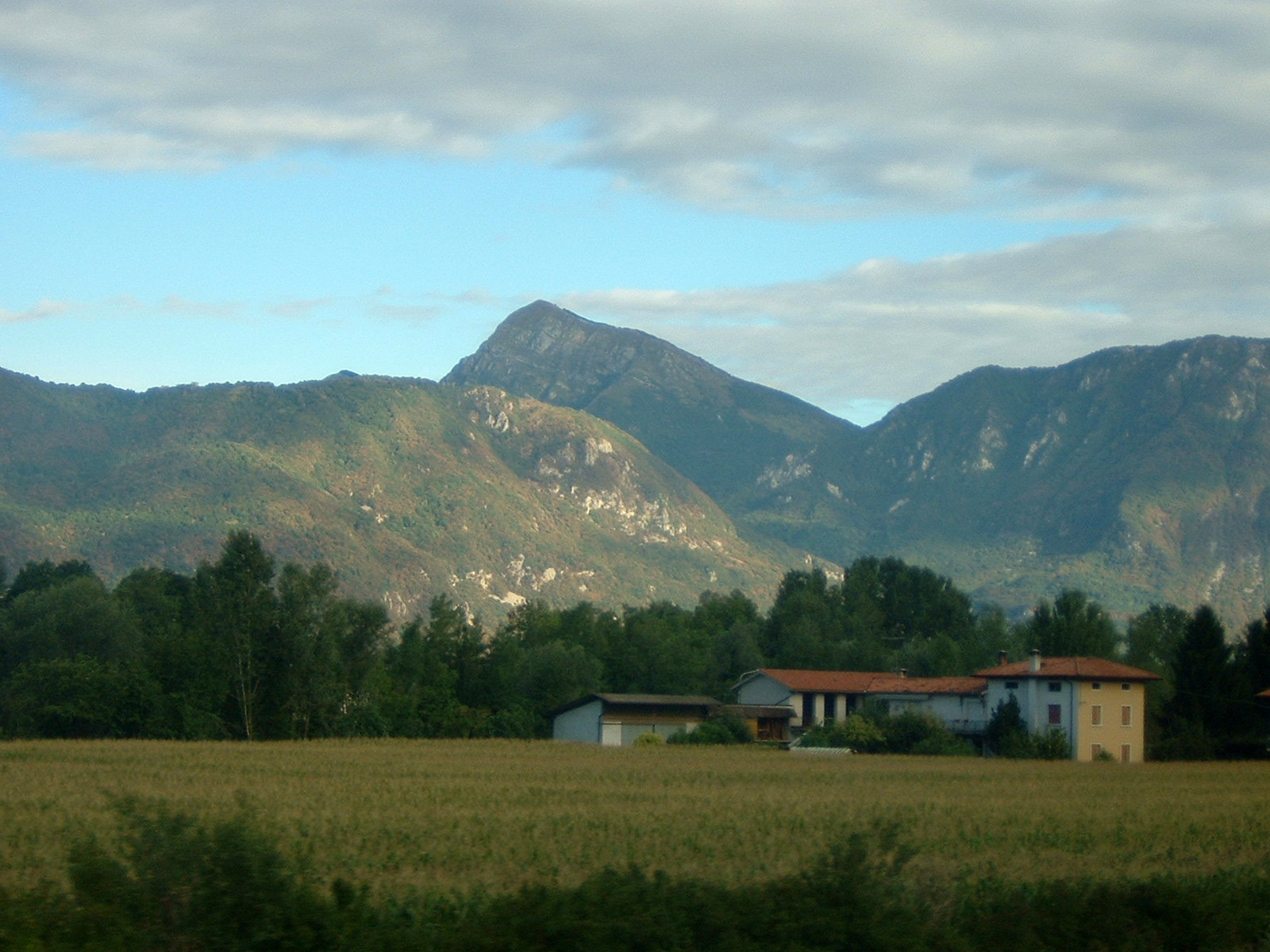
Los Prealpes (Prealpi Carniche) desde la pianura de Gemona

- Datos: Q53265
- Multimedia: Gemona del Friuli / Q53265

1. ↑  Worldpostalcodes.org, código postal n.º 33013.
2. ↑  «Codici Catastali». Comuni-italiani.it (en italiano). Consultado el 29 de abril de 2017.